# Celithemis fasciata
Celithemis fasciata is een libellensoort uit de familie van de korenbouten (Libellulidae), onderorde echte libellen (Anisoptera).
De wetenschappelijke naam Celithemis fasciata is voor het eerst geldig gepubliceerd in 1889 door Kirby.